# Acanthocinus orientalis
Acanthocinus orientalis es una especie de escarabajo longicornio del género Acanthocinus, tribu Acanthocinini, subfamilia Lamiinae. Fue descrita científicamente por Ohbayashi en 1939.
La especie se mantiene activa durante los meses de junio, julio y agosto.

## Descripción
Mide 10-13,3 milímetros de longitud.

## Distribución
Se distribuye por Japón y Rusia.